# القداس الأسود (فلم)
القداس الأسود (بالإنجليزية: Black Mass) هو فيلم جريمة أمريكي صدر عام 2015 من إخراج سكوت كوبر وكتابة جيز بتروورث ومارك ملوك، مبني على رواية «القداس الأسود: التحالف الغير مقدس بين مكتب التحقيقات الفيدرالي والمافيا الآيرلندية» من تأليف ديك لير وجيرارد أونيل. الفيلم من بطولة جوني ديب وبيندكت كامبرباتش وجويل إجيرتون وكيفين بيكن وجيسي بليمنز وداكوتا جونسون وبيتر سارسجارد وروري كوكران وادم سكوت وكوري ستول.
الفيلم يتبع المسيرة الإجرامية لزعيم المافيا الآيرلندية-الأمريكية وايتي بولغر. التصوير الرئيسي بدء في 19 مايو 2014 في بوسطن وانتهى في 1 أغسطس 2014. حظي الفيلم بعرض الأول في مهرجان البندقية السينمائي الدولي ال72. صدر الفيلم عالمياً في 18 سبتمبر 2015، وتلقى مراجعات إيجابية مع مديح خاص لأداء جوني ديب. على موقع الطماطم الفاسدة، الفيلم حاصل على تقييم 75%.

## وصلات خارجية
- القداس الأسود على موقع IMDb (الإنجليزية)
- القداس الأسود على موقع ميتاكريتيك (الإنجليزية)
- القداس الأسود على موقع الموسوعة البريطانية (الإنجليزية)
- القداس الأسود على موقع روتن توميتوز (الإنجليزية)
- القداس الأسود على موقع نتفليكس (الإنجليزية)
- القداس الأسود على موقع قاعدة بيانات الأفلام العربية
- القداس الأسود على موقع ألو سيني (الفرنسية)
- القداس الأسود على موقع Turner Classic Movies (الإنجليزية)
- القداس الأسود على موقع أول موفي (الإنجليزية)
- القداس الأسود على موقع بوكس أوفيس موجو (الإنجليزية)

- صفحة الفيلم علي قاعدة بيانات الأفلام